# New Ross
New Ross (Ros Mhic Triúin en irlandais) est une ville du comté de Wexford en république d'Irlande.
Son nom, « Ros », est l'abréviation de « Ros Mhic Treoin », qui signifie la forêt de fils de Treon.
Elle est jumelée avec Newcastle, du comté de Down en Irlande du Nord, Hartford dans le Connecticut aux États-Unis, et Moncoutant dans les Deux-Sèvres, France.
La ville portuaire de New Ross date du Moyen Âge. La première habitation dans cette région remonte pourtant au VIe siècle avec la construction d'une abbaye par Saint Abban de Magheranoidhe.

## Cinéma
Le film Tu ne mentiras point (Small Things Like These) de Tim Mielants est tourné en partie à New Ross en 2023.

## Personnalités
- Sarah Poyntz (1926-2020), auteure et journaliste, est née à New Ross.